# Livio Corazza

Bischofswappen von Livio Corazza

Livio Corazza (* 26. November 1953 in Pordenone, Italien) ist ein italienischer Geistlicher und römisch-katholischer Bischof von Forlì-Bertinoro.

## Leben
Livio Corazza empfing 1. Mai 1981 die Diakonatsweihe und am 21. Juni desselben Jahres durch Bischof Abramo Freschi das Sakrament der Priesterweihe für das Bistum Concordia-Pordenone.
Am 23. Januar 2018 ernannte ihn Papst Franziskus zum Bischof von Forlì-Bertinoro. Der Bischof von Concordia-Pordenone, Giuseppe Pellegrini, spendete ihm am 17. März desselben Jahres die Bischofsweihe. Mitkonsekratoren waren der Bischof von Padua, Claudio Cipolla, sein Amtsvorgänger Lino Pizzi und der Erzbischof von Bologna, Matteo Maria Zuppi.